# Cantone di Maisons-Alfort-Sud
Il Cantone di Maisons-Alfort-Sud era una divisione amministrativa dell'Arrondissement di Créteil.
È stato soppresso a seguito della riforma complessiva dei cantoni del 2014, che è entrata in vigore con le elezioni dipartimentali del 2015.
Comprendeva solo parte del comune di Maisons-Alfort.